# Ruth (Nevada)
Ruth – jednostka osadnicza w Stanach Zjednoczonych, w stanie Nevada, w hrabstwie White Pine.